# 버밍햄 불스 (SPHL)
| 버밍햄 불스     |                           |
| 설립연도        | 2017년                    |
| 해체연도        |                           |
| 역사            | 버밍햄 불스 (2017년~현재) |
| 경기장          | 펠햄 시빅 센터            |
| 연고지          | 앨라배마주 펠햄           |
| 상징색          | 빨강, 검정, 회색, 하양    |
| 구단주          | 아트 클락슨               |
| 단장            |                           |
| 감독            | 크레이그 심척             |
| 정규시즌 우승   |                           |
| 플레이오프 우승 |                           |
| 영구 결번       |                           |

버밍햄 불스(Birmingham Bulls)는 미국 앨라배마주 펠햄을 연고지로 하는 SPHL 소속 아이스 하키팀이다.

## 역대 홈경기장
| 경기장         | 사용기간    | 수용인원 | 장소            | 비고 |
| -------------- | ----------- | -------- | --------------- | ---- |
| 버밍햄 불스    |             |          |                 |      |
| 펠햄 시빅 센터 | 2017년~현재 | 5,000명  | 앨라배마주 펠햄 | 빈칸 |